# Захарова, Ольга Андреевна
Ольга Андреевна Захарова (1 мая 1933 года, Тюмень, РСФСР — 2 ноября 2016 году, Пермь, Россия) — советская и российская оперная певица (лирико-колоратурное сопрано), ведущая солистка Пермского академического театра оперы и балета им. П. И. Чайковского. Заслуженный работник культуры РСФСР (1984).

## Биография
C 1936 года проживала в Перми. В 1951—1952 годах обучалась в Пермском музыкальном училище и Свердловском музыкальных училищах. В 1952 году поступила в Московскую консерваторию, в которой обучалась до 1955 года. В 1958 году окончила Музыкально-педагогическом институт им. Гнесиных, куда перешла вслед за своим педагогом — доцентом И.П. Франковской. В этом же году начала работу в Пермском театре оперы и балета, в труппе которого состояла до 1984 года.
В 1957 году стала лауреатом Всемирного фестиваля молодежи и студентов.
В театре исполнила ведущие колоратурные партии: Ася («Сестры» Д. Б. Кабалевского), Виолетта («Травиата» Дж. Верди), Джильда, Оскар («Риголетто», «Бал-маскарад» Дж. Верди), Красная Шапочка («Красная шапочка» И.Р. Гокиели), Золушка («Хрустальный башмачок» И. Р. Гокиели), Кэти («Бравый солдат Швейк» А. Э. Спадавеккиа), Шидо («Праздник фонарей»  А. Э. Спадавеккиа), Лакме (опера Л. Делиба), Лейла («Искатели жемчуга» Ж. Бизе), Людмила («Руслан и Людмила» М. И. Глинки), Снегурочка (опера Н. А. Римского-Корсакова), Мюзета («Богема» Дж. Пуччини), Олимпия («Сказки Гофмана» Ж. Оффенбаха), Розина («Севильский цирюльник» Дж. Россини), Серпина («Служанка-госпожа» Д. Б. Перголези), Царица ночи («Волшебная флейта» В. А. Моцарта), Дуняша («Война и мир» С.С. Прокофьева) и др.
С 1971 года преподавала в вокальном классе студенческого клуба Пермского государственного университета имени Горького, с 1998 года — в Пермском институте искусства и культуры.

## Награды и звания
В 1984 году удостоена звания Заслуженный работник культуры РСФСР. Избиралась в Пермский городской совет.